# Communauté de communes le Minervois
Die Communauté de communes le Minervois ist ein ehemaliger französischer Gemeindeverband mit der Rechtsform einer Communauté de communes im Département Hérault in der Region Okzitanien. Sie wurde am 31. Dezember 2005 durch einen Vertrag vom 21. Dezember 2005 gegründet und umfasste 15 Gemeinden. Der Verband war nach dem Weinanbaugebiet Minervois benannt, sein Verwaltungssitz befand sich im Ort Olonzac.

## Historische Entwicklung
Mit Wirkung vom 1. Januar 2017 fusionierte der Gemeindeverband mit 
- Communauté de communes du Pays Saint-Ponais und
- Communauté de communes Orb et Jaur

und bildete so die Nachfolgeorganisation Communauté de communes Minervois Saint-Ponais Orb-Jaur.

## Ehemalige Mitgliedsgemeinden
1. Agel
2. Aigne
3. Aigues-Vives
4. Azillanet
5. Beaufort
6. Cassagnoles
7. La Caunette
8. Cesseras
9. Félines-Minervois
10. Ferrals-les-Montagnes
11. La Livinière
12. Minerve
13. Olonzac
14. Oupia
15. Siran